# فابين بوير
فابين بوير (بالفرنسية: Fabien Boyer)‏ (ولد في 12 أبريل 1991) هو لاعب كرة قدم فرنسي يلعب كمدافع.

## روابط خارجية
- فابين بوير على موقع رابطة كرة القدم الفرنسية للمحترفين (الإنجليزية)
- فابين بوير على موقع قاعدة بيانات كرة القدم.إي يو (الإنجليزية)
- فابين بوير على موقع ناشيونال فوتبول تيمز (الإنجليزية)
- فابين بوير على موقع Soccerway.com (الإنجليزية)
- فابين بوير على موقع AS.com (الإسبانية)